# Ixonia (condado de Jefferson)
Ixonia es un lugar designado por el censo ubicado en el condado de Jefferson en el estado estadounidense de Wisconsin. En el Censo de 2010 tenía una población de 1.624 habitantes y una densidad poblacional de 172,26 personas por km².

## Geografía
Ixonia se encuentra ubicado en las coordenadas 43°8′14″N 88°35′47″O / 43.13722, -88.59639. Según la Oficina del Censo de los Estados Unidos, Ixonia tiene una superficie total de 9.43 km², de la cual 9.42 km² corresponden a tierra firme y (0.05%) 0.01 km² es agua.

## Demografía
Según el censo de 2010, había 1.624 personas residiendo en Ixonia. La densidad de población era de 172,26 hab./km². De los 1.624 habitantes, Ixonia estaba compuesto por el 96.49% blancos, el 0.62% eran afroamericanos, el 0.12% eran amerindios, el 0% eran asiáticos, el 0.06% eran isleños del Pacífico, el 1.17% eran de otras razas y el 1.54% pertenecían a dos o más razas. Del total de la población el 3.2% eran hispanos o latinos de cualquier raza.